# Telmatobius edaphonastes
Espèce
Statut de conservation UICN

 EN B1ab(iii)+2ab(iii) : En danger
Telmatobius edaphonastes est une espèce d'amphibiens de la famille des Telmatobiidae.

## Répartition
Cette espèce est endémique des pentes de la cordillère Orientale en Bolivie, elle se rencontre à la frontière entre les départements de Cochabamba et de Santa Cruz, à environ 2 600 m d'altitude.

## Publication originale
- De la Riva, 1995 "1994" : Description of a new species of Telmatobius from Bolivia (Amphibia: Anura: Leptodactylidae). Graellsia, vol. 50, no 15, p. 161-164.